# الفستان الجديد (قصة قصيرة)
الثّوب الجديد هي قصة قصيرة للكاتبة الإنجليزية فيرجينيا وولف. كُتبت عام 1924 بينما كانت وولف تكتب السّيدة دالواي (الّتي نُشرت في العام التّالي). ومن الممكن أن يكون في الأصل فصلاً في الرّواية؛ يشترك الاثنان في بعض الشّخصيات والأحداث. ولم يتم نشره حتّى عام 1927 عندما ظهر في عدد مايو من مجلّة نيويورك "المنتدى". ظهرت مرّة أخرى في بيت مسكون وقصص قصيرة أخرى نشرت عام 1944، وفي حفلة السيدة دالواي نشرت عام 1973.

## الحبكة
تتعلّق قصّة تيّار الوعيّ بمابيل وأرنج، الّتي تعاني من شعور شديد بالخجل وعدم الأمان أثناء حضورها حفلًا استضافته كلاريسا دالواي. فستان مابل الجديد، على الرّغم من أنّه قديم الطّراز، يرمز إلى انعدام الأمن لديها؛ لقد اهتمت كثيرًا بصنعه ولكن عند وصولها إلى الحفلة رأته في المرآة وأعلنت لنفسها على الفور "لا. لم يكن ذلك صحيحًا ".

## روابط خارجية
- النص الكامل لـ "الثوب الجديد" في مكتبة HathiTrust الرقمية